# گل‌های زنبق
گل‌های زنبق (به فرانسوی: Les Iris) یکی از نقاشی‌ها و طرح‌های فراوان از گل زنبق است که توسط نقاش هلندی ونسان ون گوگ کشیده شده‌است. گل‌های زنبق در سال ۱۸۹۰ زمانی که ونسان ون گوگ در بیمارستان روانی سنت پل در سنت رمی د پراونس فرانسه زندگی می‌کرد یک سال قبل از مرگ کشیده شده‌است.
این نقاشی قبل از اولین حمله در بیمارستان روانی کشیده شده‌ است. اثری از بحران عمیقی که در کارهای بعدیش مشاهده می‌شود وجود ندارد. او نام نقاشی را «برق نشانگر بیماری من» نامید، زیرا فکر می‌کرد با نقاشی مداوم می‌تواند از دیوانه شدن خودش جلوگیری کند. نقاشی همانند بسیاری از کارهایش و کارهای هم عصران وی تحت تأثیر چاپ‌های چوبی نقاش ژاپنی اوکی‌یوئه بود. شباهت‌ها شامل طرح‌های قوی، زاویه‌های غیرعادی، کلوزآپ‌های درشت و همچنین نریختن رنگ براساس طرح و مدل است.
ونگوگ یکی از بهترین نقاشان تاریخ است
او این نقاشی را مطالعه‌ای در نظر گرفت که مشخص می‌کرد چرا احتمالاً نقاشی شناخته شده و معروفی در آن مورد وجود ندارد.
گرچه برادر ون گوگ نظر بهتری نسبت به آن داشت و سریعاً پیشنهاد کرد که آن را همراه با «شب پرستاره برفراز رن» به نمایشگاه جامعه هنرمندان مستقل در سپتامبر ۱۸۸۹ بفرستند. به ونسان نوشت که نقاشی از دور چشم را می‌نوازد. گل‌های زنبق مطالعه‌ای زیبا پر از نسیم و زندگی است.

## تاریخ مالکیت
اولین مالک اثر یکی از اولین حامیان ون گوگ منتقد هنر و آنارشیست فرانسوی اکتاو میربو بود که آن را ۳۰۰ فرانک خرید.
در سال ۱۹۸۷ تابلو گرانترین نقاشی فروخته شده تا آن زمان شد و دو سال هم این رکورد را حفظ کرد. . پس از آن به قیمت ۵۳٫۹ میلیون دلار به آلن باند فروخته شد، ولی آلن باند پول کافی برای پرداخت قیمت آن نداشت. گل‌های زنبق بعداً در سال ۱۹۹۰ به موزه جی. پاول گتی در لوس آنجلس فروخته شد. گل‌های زنبق اخیراً در(سال۲۰۱۲) رتبه دهم گرانترین نقاشی‌هایی که تاکنون فروخته شده با قیمت منطبق با تورم و رتبه بیست و پنجم در صورتی که اثر تورم نادیده گرفته شود را به دست آورد.